# João Gonçalves de Amorim Sobrinho
João Gonçalves de Amorim Sobrinho (João Pessoa, 3 de novembro de 1958) é um zootecnista e político brasileiro que atualmente exerce o cargo de deputado estadual pela Paraíba, além de ter sido vereador por 3 mandatos em sua cidade natal. É atualmente filiado ao Podemos.

## Carreira política
Depois de atuar no movimento estudantil e trabalhar como assessor do deputado estadual Pedro Adelson, disputou sua primeira eleição em 1992, quando concorreu a uma vaga na Câmara Municipal. Elegeu-se com a segunda maior votação (1.962 votos), reelegendo-se em 1996 (4.614 votos) e 2000 (3.654 votos), quando já estava no PSDB.
Em 1998, registrou sua candidatura a deputado estadual pela primeira vez, mas não obteve nenhum voto. Na  2002, recebeu 17.191 votos e ficando como suplente (porém assumindo o cargo na Assembleia Legislativaem 2003), reelegendo-se em 2006 (31.019 votos), 2010 (25.542 votos), 2014 (34.059), já filiado ao PSD, e em 2018, pelo Podemos, obteve sua maior votação (35.655). Em abril de 2019, João Gonçalves foi empossado como novo secretário de Articulação Política pelo governador João Azevêdo, tendo sua vaga herdada pelo suplente Lindolfo Pires. Voltou à ALPB em março de 2020, sendo substituído por Jutay Meneses (Republicanos).
Em 2008, quando ainda estava no PSDB, João Gonçalves disputou a prefeitura de João Pessoa, contando com os apoios do DEM (seu primeiro partido na carreira política), do PSDC e do PDT. Não conseguiu evitar a vitória do então candidato à reeleição Ricardo Coutinho (PSB) ainda no primeiro turno, recebendo apenas 81.707 votos, contra 262.041 do socialista.